# 入谷寛
入谷 寛（いりたに ひろし、1979年10月13日 - ）は、日本の数学者。京都大学大学院理学研究科数学教室教授。
専門は微分幾何学、代数解析学・数理物理学。ガンマ構造の導入により量子コホモロジーとミラー対称性の研究に新たな展開をもたらした。博士課程指導教員は中島啓。

## 人物
1979年大阪生まれ、甲陽学院中学校・高等学校を経て、1998年4月京都大学理学部入学、2001年4月京都大学大学院理学研究科に進学（飛び級）。深谷賢治、中島啓の下で研究を行い、2005年3月25歳で博士号を取得(課程１年短縮)、2006年10月 九州大学大学院数理学研究院助教、在職中の2007年10月から２年間ロンドン・インペリアル・カレッジに留学、2010年4月京都大学大学院理学研究科数学教室准教授、2018年4月 同教授。グロモフ・ウィッテン不変量とミラー対称性をはじめとして量子D加群に関する研究を進め、ガンマ構造の導入による量子コホモロジーとミラー対称性の新たな展開を行った。

## 職歴
- 2006年10月 九州大学大学院数理学研究院助教
- 2007年10月 Research Associate, London Imperial College
- 2010年 4月 京都大学大学院理学研究科数学教室准教授
- 2018年 4月 同　教授

## 業績
- グロモフ・ウィッテン不変量とミラー対称性の研究
- 量子D加群に関する研究
- ガンマ構造の導入による量子コホモロジーとミラー対称性研究の新展開

## 顕彰・招待講演
- 2007年 井上奨励賞 井上科学振興財団
- 2009年 建部賢弘賞（特別賞） 日本数学会 [3]
- 2011年 科学技術分野の文部科学大臣表彰(若手科学者賞)
- 2015年 幾何学賞 日本数学会 [4]
- 2016年 春季賞 日本数学会 [5]

- 2018年 日本学術振興会賞 日本学術振興会
- 2022年 ICM 2022 Virtual 招待講演者[6]